# تشاك أندرسون
تشاك أندرسون (بالإنجليزية: Chuck Anderson)‏ هو لاعب كرة القدم الكندية أمريكي، ولد في 1919 في Ramer, Alabama ‏ في الولايات المتحدة، وتوفي في 13 فبراير 1975 في لويفيل في الولايات المتحدة.